# アマイア・モンテロ
アマイア・モンテーロ（Amaia Montero）、本名: アマイア・モンテーロ・サルディアス（Amaia Montero Saldías, 1976年8月26日 - ）は、スペイン、イルン出身の女性歌手。1996年から2007年まで、地元出身のロック・バンド、ラ・オレハ・デ・バン・ゴッホで活躍し、バンドを脱退した2007年以降はソロとして活動を続け、リリースしたアルバム3作品はいずれも成功を収めている。

## ラ・オレハ・デ・バン・ゴッホ時代（1996-2007年）
サン・セバスティアンのバスク大学 (UPV) では化学を専攻し、バスク大学在学中のある日、友人とのパーティーの席でシネイド・オコナーの曲、『ナッシング・コンペアーズ・トゥー・ユー (邦題：愛の哀しみ) 』を歌っていたところ、別の大学生バンド『Los Sin Nombre （名も無き者たち）』でギターを担当していたパブロ・ベネガスがその歌声に魅了され、彼女はバンド加入の誘いを受けた。

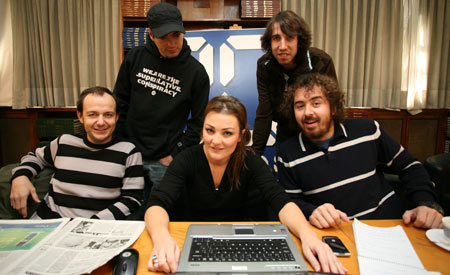
アマイア・モンテーロ (前列中央) 在籍時のラ・オレハ・デ・バン・ゴッホ。 (2006年)

その後、このバンドは1998年にメジャーデビューを果たし、彼女の在籍した2007年11月までに、オリジナルアルバム4作品を発表。2001年にはMTVヨーロッパ・ミュージック・アワードの"ベスト・スパニッシュ・アクト(Best Spanish Act)"賞を、スペインの権威ある音楽賞であるプレミオス・デ・ラ・ムシカにおいては、1999年に最優秀新人作曲者賞と最優秀新人アーティスト賞を、2004年には最優秀コンサート・ツアー賞を受賞するなど、スペインを代表するポップ・ロックバンドとしての成功を収めた。

## ソロ転身（2007年以降）
バンドを脱退した2007年以降はソロとして活動し、スペイン本国で2008年11月18日に発売された最初のソロ・アルバム『Amaia Montero』は、発売から最初の1週間で4万枚を売り上げる成功を収め、さらに最初のシングル曲『Quiero Ser (私のなりたいもの)』はスペインのラジオチャートにおいて、13週連続でチャートインする記録を樹立している。2009年にはソロ歌手として初の国際的ツアーを、スペインと多くのラテンアメリカのスペイン語圏諸国で行った。
2011年9月17日にはアルバムに先行してリードシングルの『Caminando』をリリース。11月8日、ソロ2作目のアルバムである『2』をリリースした。2012年にはTV3のテレソン（長時間特別番組）である「ラ・マラトー」のCDに捧げる楽曲として、『ムーン・リバー』をカタルーニャ語でカバーした『Riu de lluna』を録音した。2014年にはソロ3作目のアルバム『Si Dios quiere, yo también』を発表した。

## ディスコグラフィ
ラ・オレハ・デ・バン・ゴッホ時代はラ・オレハ・デ・バン・ゴッホ#ディスコグラフィを参照。
ソロ時代
- 2008年 『Amaia Montero』
- 2011年 『2』
- 2014年 『Si Dios quiere, yo tambien』